# Szongpha-ku
Szongpha-ku (hangul: 송파구, handzsa:  松坡區, RR: Songpa-gu) Szöul 25 kerületének egyike. Itt található a Csamsil (Jamsil) Sportkomplexum, az 1988. évi nyári olimpiai játékok helyszíne és a Lotte World élménypark.

## Tongok(Dongok)
- Csamsilbon-tong (잠실본동, 蠶室本洞, Jamsilbon-dong)
- Csamsil 2-tong (잠실2동, 蠶室2洞, Jamsil 2-dong)
- Csamsil 3-tong (잠실3동, 蠶室3洞, Jamsil 3-dong)
- Csamsil 4-tong (잠실4동, 蠶室4洞, Jamsil 4-dong)
- Csamsil 6-tong (잠실6동, 蠶室6洞, Jamsil 6-dong)
- Csamsil 7-tong (잠실7동, 蠶室7洞, Jamsil 7-dong)
- Csangdzsi-tong (장지동, 長旨洞, Jangji-dong)
- Karakbon-tong (가락본동, 可樂本洞, Garakbon-dong)
- Karak 1-tong (가락1동, 可樂1洞, Garak 1-dong)
- Karak 2-tong (가락2동, 可樂2洞, Garak 2-dong)
- Kojo 1-tong (거여1동, 巨餘1洞, Geoyeo 1-dong)
- Kojo 2-tong (거여2동, 巨餘2洞, Geoyeo 2-dong)
- Macshon 1-tong (마천1동, 馬川1洞, Macheon 1-dong)
- Macshon 2-tong (마천2동, 馬川2洞, Macheon 2-dong)
- Mundzsong 1-tong (문정1동, 文井1洞, Munjeong 1-dong)
- Mundzsong 2-tong (문정2동, 文井2洞, Munjeong 2-dong)
- Orjun-tong (오륜동, 五輪洞, Oryun-dong)
- Ogum-tong (오금동, 梧琴洞, Ogeum-dong)
- Pangi 1-tong (방이1동, 芳荑1洞, Bangi 1-dong)
- Pangi 2-tong (방이2동, 芳荑2洞, Bangi 2-dong)
- Phungnam 1-tong (풍납1동, 風納1洞, Pungnam 1-dong)
- Phungnam 2-tong (풍납2동, 風納2洞, Pungnam 2-dong)
- Szamdzson-tong (삼전동, 三田洞, Samjeon-dong)
- Szokcshon-tong (석촌동, 石村洞, Seokchon-dong)
- Szongpha 1-tong (송파1동, 松坡1洞, Songpa 1-dong)
- Szongpha 2-tong (송파2동, 松坡2洞, Songpa 2-dong)